# Johannes Tornikes
Johannes Tornikes (mittelgriechisch Ἰωάννης Τορνίκης; † nach 1268) war ein byzantinischer Dux und Sebastokrator im späten 13. Jahrhundert.

## Leben
Johannes Tornikes entstammte dem georgischen Adelsgeschlecht der Tornikioi, die seit dem 10. Jahrhundert zur Spitze der byzantinischen Militäraristokratie zählten. Sein Vater war höchstwahrscheinlich Demetrios Komnenos Tornikes. Der Feldherr Konstantin Tornikes war somit sein Bruder; sein gleichnamiger Sohn wurde der Schwiegervater des trapezuntischen Kaisers Michael Komnenos (reg. 1341, 1344–1349).
Über Johannes’ Kindheit und Jugend ist nichts bekannt. Um 1260 erhob ihn Kaiser Michael VIII. in den hohen Rang eines Sebastokrators; dies bezeugt ein kurz nach 1261 geschriebener Brief des hochrangigen Diplomaten und Chronisten Georgios Akropolites, mit dem er in Korrespondenz stand. In den byzantinischen Quellen erscheint Johannes noch einmal 1268, als er unter seinem Sympentheros („Gegenschwieger“) Michael VIII. als Dux des Themas Thrakesion amtierte. Zeitpunkt und Umstände seines Todes sind unbekannt.